# Otis (DC Cómics)
Otis es un personaje ficticio del universo de DC Comics, conocido principalmente por ser el asistente torpe y cómico de Lex Luthor, uno de los villanos más icónicos y recurrentes en las historias de Superman. Aunque su papel suele ser secundario, Otis aporta un contraste humorístico dentro de la trama, al ser un ayudante leal pero frecuentemente inepto. Otis apareció por primera vez en Superman #4 en 1940, siendo creado por Jerry Siegel y Joe Shuster.   
A lo largo de las décadas, Otis ha evolucionado en su caracterización, siendo a veces retratado simplemente como un ayudante cómico, otras como un compinche más involucrado en las intrigas criminales de Lex, y en otras incluso como guardia de seguridad en LuthorCop.  

### Otis en el cine
| Año  | Actor            | Película                                  |
| ---- | ---------------- | ----------------------------------------- |
| 1978 | Ned Beatty       | Superman                                  |
| 1980 | Ned Beatty       | Superman II                               |
| 2006 | Ned Beatty       | Superman II: El montaje de Richard Donner |
| 2025 | Terence Rosemore | Superman                                  |

En Superman (1978), Otis ayuda a Lex Luthor en su plan para robar dos misiles de prueba nuclear del ejército de los Estados Unidos y usarlos en un plan inmobiliario, solo para ser frustrado por Superman y encarcelado en la misma penitenciaría que Luthor.
En Superman II (1980), Otis (prisionero n° 3152), intenta unirse a Luthor para escapar de la prisión, pero es abandonado por cargar el globo aerostático de Eve Teschmacher.
En Superman (2025), Otis es el secuaz de Luthor. 

### Otis en los cómics
Otis aparece en Forever Evil #2 (diciembre de 2013) como un guardia de seguridad de LexCorp que es asesinado por Bizarro. 

### Versiones alternativas de Otis
Otis aparece en Superman Family Adventures #5 (noviembre de 2012) y Superman Family Adventures #7 (enero de 2013).

### Otis en otros medios
- Un personaje basado en Otis llamado Orville Gump aparece en el episodio "Lex Luthor Strikes Back" de The World's Greatest Super Friends, con la voz de William Callaway .
- El Dr. Otis Ford aparece en el episodio "Scare" de Smallville, interpretado por Malcolm Stewart. Esta versión es un científico empleado por LuthorCorp para gestionar un proyecto de contrato de defensa que involucra un gas que hace que la gente alucine su peor pesadilla.
- Otis Beatty aparece en el episodio "Satisfaction" de Young Justice, con la voz de Kevin Michael Richardson . Esta versión es el jefe de las fuerzas de seguridad de Lex Luthor.
- Otis Graves aparece en la cuarta temporada de Supergirl, interpretado por Robert Baker . Esta versión es el hermano de Mercy Graves y exagente del Proyecto Cadmus que le proporcionó a Ben Lockwood los medios para convertirse en el Agente Liberty. Después de ser aparentemente asesinado por Hellgrammite, Lex Luthor convierte a Otis en un Metallo antes de que Lockwood finalmente mate al primero. Tras los acontecimientos del crossover "Crisis en Tierras Infinitas", Otis revive como humano y encuentra trabajo con Lillian Luthor.
  - Además, aparece una variante alternativa de Otis en la línea de tiempo en el episodio " It's a Super Life ".
- Otis Grisham aparece en la tercera temporada de Superman & Lois, interpretado por Ryan Booth. Introducida en un flashback representado en el episodio "Injustice", esta versión es un recluso en la prisión de Stryker que lidera a los demás en el ataque al recientemente encarcelado Lex Luthor, quien luego buscaría venganza chantajeando al alcaide y a los guardias. En el presente, Otis y Luthor salen de prisión y el primero se une al segundo para recuperar a Bizarro. En "Lo que te mata sólo te hace más fuerte", Otis ayuda a Luthor y Gretchen Kelley a experimentar con Bizarro y secuestrar a Sam Lane, respectivamente.
- Otis aparecerá en Superman (2025), interpretado por Terence Rosemore.
- Otis aparece en un flashback en Superman Returns: Prequel Comic #3. [2]
- Otis aparece en el cómic relacionado con Young Justice .
- Otis Berg aparece en la temporada 11 de Smallville como el asistente personal de Lex Luthor en LexCorp, quien es asesinado por Monitor.